# Frida Boccara
Frida Boccara   (Casablanca, 29 d'octubre de 1940 - 20è districte de París, 1 d'agost de 1996), nascuda Danielle Frida Hélène Boccara, fou una cantant francesa. El 1969 va guanyar per a França, empatada amb tres competidors, el Festival de la Cançó d'Eurovisió, celebrat a Madrid. Els altres tres guanyadors foren Lulu per al Regne Unit, Lenny Kuhr per als Països Baixos i Salomé per a Espanya.

## Joventut
La seva família, originària de Liorna (la Toscana, Itàlia), es va establir a Tunísia i després al Marroc. Frida va néixer a Casablanca. Era en un entorn familiar banyat per la cultura musical, a redós dels seus germà i germana, músics consumats, que mostrà disposicions per a la música i el cant.
De jove, parla amb Buck Ram, mànager del grup nord-americà The Platters, que, amb entusiasme, li demana que li enviï a París, on The Platters faran un concert, una cinta amb un recull de cançons. Després s'haurà de trobar amb ell a París. Però quan es disposa a partir, cosa que comportaria un tomb radical en la seva vida, ell ja havia marxat per fer una llarga gira internacional. Marxa de Casablanca i s'instal·la a París amb el seu germà (Jean-Michel Braque) i la seva germana (Lina Boccara). Es va inscriure a l'Auditorium de Joves Artistes i després al Petit Conservatori de la Chanson de Mireille.

## Debut musical
El 1961 va crear Cherbourg avait raison, amb lletres d'Eddy Marnay, Jacques Larue i Serge Lebrail, amb música de Guy Magenta, que es converteix en un èxit nacional. Aquesta cançó es manté durant 24 setmanes al Marathon de la cançó francesa en les emissions de RTL, en competició amb les grans estrelles: Charles Aznavour, Gilbert Bécaud i Les Compagnons de la chanson.
Participa en dos Festivals de la Cançó Mediterrània, a Barcelona. A la cinquena edició, va ser finalista amb la seva cançó Mediterranean Skies (cels mediterranis).
A continuació triomfa i obté el gran premi del primer Festival de la Cançó de Palma. El seu disc fou distribuït pel segell Discos Belter, que tenia l'exclusiva dels seus enregistraments a Espanya. En aquest moment, gairebé totes les emissores de ràdio en castellà reproduïen cançons i el programa de televisió Amigos del lunes de Televisió Espanyola dona a l'artista l'oportunitat de demostrar a la pantalla petita les seves qualitats artístiques.
El 1968 va enregistrar Cent mille chansons, cosa que va contribuir a fer-la popular entre el públic internacional.

## Victòria a Eurovisió
Un any després, és seleccionada per un jurat d'experts per representar França al Festival d'Eurovisió amb el títol «Un jour, un enfant», entre 108 cançons rebudes per l'aleshores cadena nacional ORTF. A Madrid, el 29 de març de 1969, va guanyar fama internacional en guanyar per a França el Festival d'Eurovisió amb la cançó «Un jour, un enfant», obra del lletrista Eddy Marnay i el compositor Emil Stern. Aquesta cançó serà una de les més emeses durant diverses setmanes per la ràdio francesa. Gràcies a aquesta cançó, rep el Gran Premi del disc de l'Académie Charles-Cros pel seu LP Un jour, un enfant.
Després desenvolupa una carrera internacional. El 1980, va ser nomenada Cavaller de l'Orde de les Arts i les Lletres. Actua a diversos teatres arreu del món, des de l'Òpera de Sydney fins a la Place des Arts de Mont-real, i davant de les més prestigioses personalitats.
Frida Boccara va ser la primera en èxits internacionals amb una cançó de Jean Michel Braque i Eddy Marnay («Pour vivre ensemble»). Va rebre dos discos d'or i un disc de platí. Fou guardonada en nombrosos festivals internacionals: Sopot (1964), San-Remo (1964), Rio de Janeiro (1969), Ciutat de Mèxic, Sofia, Bràssov (1969), Barcelona, Tòquio (1970), Palma, Split, Antibes-Juan les Pins, Utrecht, RTL Luxemburg.
El 1980, va ser candidata a la preselecció francesa al Festival d'Eurovisió a l'abril. A la preselecció final, presentada per Evelyne Dheliat el 23 de març a TF1, ocupà el cinquè lloc de sis candidats amb la cançó Un enfant de Francea. El 1981, la preselecció francesa fpi presentada per Fabienne Egal; Frida Boccara tornà a competir amb la cançó Voilà comment je t'aime, però la seva classificació no fou gaire concloent.

## Decés
L'1 d'agost de 1996, després d'una infecció pulmonar, va morir a París als 55 anys. Està enterrada al cementiri parisenc de Bagneux als Hauts-de-Seine. Philippe Douste-Blazy, llavors ministre de cultura, declarà: 
| « | En memòria de Frida Boccara, autèntica cantant popular, que durant molts anys va portar la cançó francesa a tots els escenaris del món. | » |

## Estil
Moltes de les seves cançons tenen una part instrumental adaptada de les cançons de música clàssica, així Vivaldi per a Les Quatre chemins de l'amour, Telemann per a L'Année où Piccoli..., Grieg per a Un sourire au-delà du ciel, Smetana per a Ma rivière, Mozart per a Les enfants de Mozart, Beethoven per a Le dernier rendez-vous, Granados per a Mille fontaines, Georg Friedrich Haendel per a Un Monde en sarabande...
Entre aquestes adaptacions de termes clàssics, només els fragments següents havien estat compostos inicialment per a veu : Bach per a La chanson du veilleur i L'enfant aux cymbales, Rossini per a Rossini et Beaumarchais, Brahms per a Wiegenlied, Guastavino per a Elle s'est trompée la colombe, Elgar per a Land of hope and glory, Villa-Lobos per a Aria Cantilena.
Tanmateix, sense limitar-se a aquest nínxol, va abordar feliçment estils molt diferents, que van des del jazz (Autrefois o Armstrong) fins al folklore (La ronde aux chansons ou La Mariée), passant per la comèdia musical (Un pays pour nous, extret de West Side Story) o la música de cinema (Venise va mourir, Angélique marquise des anges, L'Île nue, Il n'y a pas de fumée sans feu ou Amarcord). Molts dels seus socis artístics continuaren tenint prestigi: Eddy Marnay el seu lletrista favorit, però també els compositors Emile Stern (Un jour, un enfant), Michel Legrand (Les Moulins de mon cœur, Un jour on vit), Michel Magne (Cent mille chansons, Au matin de mon premier amour), Nino Rota (Amarcord) o Mikis Theodorakis (Emmène-moi), sense oblidar el treball d'orfebreria dels seus arranjadors Alain Goraguer o Jean-Michel Braque, per citar-ne alguns.
Frida Boccara, cantant dedicada a UNICEF, va cantar en 13 idiomes i va enregistrar sobretot en francès, anglès, italià, espanyol, alemany i rus.

## Record
El 1999, Yvon Chateignier va publicar una recopilació de les seves cançons. Aquest disc pòstum inclou els seus majors èxits, algunes de les seves adaptacions clàssiques, així com temes inèdits com la cançó de la pel·lícula Angélique, Marquise des anges i Un jour on vit que dona el títol d'aquesta recopilació.
Frida Boccara va interpretar cançons de tots els estils, incloses adaptacions d'obres clàssiques. Una de les seves cançons, Tristan (de la suite ORIUNDI composta per la seva germana Lina Boccara i el seu germà Jean-Michel Braque) està dedicada al seu fill, Tristan, que era cantant de la discogràfica Universal. També és compositor, arranjador i pianista.
Marie Denise Pelletier va publicar, el setembre del 2003, un àlbum titulat Les Mots de Marnay, on reprèn notablement els grans èxits de Frida Boccara, la musa del famós lletrista (Cent mille chansons, Les Moulins de mon cœur, La Croix, l'étoile et le croissant, Berceuse pour Luciana i per descomptat Un jour, un enfant) Altres artistes també van enregistrar els èxits de Frida, sobretot Céline Dion, Agnetha Faltskog (del grup ABBA), Anne-Marie David i Lenny Kuhr.

## Discografia

### Àlbums i discos de 45 rpm
- 1960 : L'Orgue des amoureux / Le Doux Caboulot (super 45 tours Festival)
- 1960 : Verte Campagne/Quand la valse est là / Le Grand Amour / Depuis ce temps-là (super 45 tours Festival)
- 1961 : La Seine à Paris / Les Amours du samedi / Les Bohémiens/Jenny (super 45 tours Festival)
- 1961 : On n'a pas tous les jours 20 ans / Berceuse tendre / Les Nuits / Les Yeux de maman (super 45 tours Totem)
- 1961 : Cherbourg avait raison / Comme un feu / Un jeu dangereux / Tiens, c'est Paris (super 45 tours Festival)
- 1962 : Les Trois Mots / Aujourd'hui je fais la fête / Je veux chanter / Je ne peux plus attendre (super 45 tours Festival)
- 1962 : Le Ciel du port / Les Portes de l'amour / Ballade pour un poète / D'abord je n'ai vu (super 45 tours Festival)
- 1962 : Un premier amour / Bruxelles / L'Homme de lumière / Les Pas (super 45 tours Festivall)
- 1962 : Java des beaux dimanches / Les Javas / Rose de sang / Quien sabe (Qui peut savoir) (super 45 tours Festival)
- 1963 : Moi je n'avais pas compris / J'ai peur de trop t'aimer / On les a attendus / Rien a changé (super 45 tours Festival)
- 1963 : Souviens-toi des Noëls de là-bas / Donna / Johnny Guitar / Ballade pour notre amour (super 45 tours Festival)
- 1964 : Autrefois / Chaud dans mon cœur / Le Souffle de ma vie / Je suis perdue (super 45 tours Festival)
- 1965 : Tous les enfants / Aujourd'hui / Plus jamais / Un jour (super 45 tours Festivall)
- 1969 : Un jour, un enfant (33 tours Philips)
- 1969 : Les Vertes Collines (33 tours Philips, aparegut només al Brasil)
- 1970 : Au pays de l'arbre blanc (33 tours Philips)
- 1971 : Pour vivre ensemble (33 tours Philips)
- 1971 : Place des Arts 71 (directe a Mont-real, doble 33 rpm Philips, reeditat en CD el 2006 només al Canada)
- 1971 : So ist das Leben / Er wird Dir dankbar sein (45 rpm Polydor, aparegut només a Alemanya
- 1972 : Rossini et Beaumarchais (33 tours Philips)
- 1974 : Je me souviens (Mia Malinconia o Je me souviens, versió instrumental del film Amarcord de Federico Fellini, 45 tours Deram)
- 1975 : Oriundi (33 tours London)
- 1976 : Valdemosa - Oublier (33 tours Philips)
- 1977 : An Evening With Frida Boccara (directe a Austràlia, doble 33 rpm Philips)
- 1978 : L'Année où Piccoli... (33 tours Philips)
- 1979 : Frida Boccara & De Mastreechter Staar (33 tours Philips, Països Baixos)
- 1979 : Un monde en sarabande / La Prière (45 tours Philips)
- 1980 : Un enfant de France / Écrit dans la pierre (45 tours Philips)
- 1983 : Dis-leur / Aime-moi (45 tours Kébec-Disque al Quebec i Ariola a França)
- 1988 : Témoin de mon amour (33 tours Productions Guy Cloutier, aparegut només al Canadà)

### Compilacions
- 1967: Frida Boccara (33 tours MusiDisc, compilació dels anys 1961-1965)
- 1972 : Greatest Hits (recopilació Philips LP, publicada només als Països Baixos)
- 1984 : Cent mille chansons, « Série grandes vedettes » (compilació 33 rpm Philips)
- 1989 : Expression (compilació CD PolyGram, 23 títols)
- 1993 : Master Série (compilació CD PolyGram, 16 títols, disc aparegut solament al Quebec)
- 1994 : Un jour, un enfant (compilació CD Spectrum Music, Karussell France)
- 1997 : Frida Boccara (compilació CD Podis, Polygram France, 23 títols) → CD 836225-2_(P)1998
- 1999 : Un jour on vit (CD Disques Yvon Chateigner) → CD 189412 (14 titres)_Disques Y.Chateigner : 208, rue du Faubourg Saint Martin - 75010 Paris
- 1999 : Ses premiers succès (compilació CD Disques Yvon Chateigner) → CD 141512 (18 títols)
- 2003 : Canta en espanol (compilació CD Divucsa Music SA, disc aparegut exclusivament a Espanya)
- 2005 : Live Place-des-Arts de Montréal (CD XXI-21/Universal Canada, publicat només al Canadà))
- 2006 : Un sourire au-delà du ciel (CD Édina Music - Nocturne)
- 2008 : La Grande Frida Boccara, l'ultime compilation (compilació CD 25 títols XXI-21/Universal Canada, disc aparegut només al Canadà)
- 2008 : Un enfant de France (CD Édina Music - Nocturne)
- 2010 : Les Grandes Années - 1972-1988 (estoig de tres CD Marianne Mélodie)
- 2010 : Collection Chanson Française (compilació CD Disques Mercury)
- 2014 : Oriundi (Natris Records). Recull la totalitat de l'LP publicat el 1975 (i reeditat per primera vegada en CD per Marianne-Mélodie)
- 2015 : Jérémie (Natris Records). Recull 12 títols, 2 dels quals són inèdits en CD, Jérémie i Un Cœur dans un port + entre les altres 10 cançons algunes amb bandes sonores desconegudes : Johnny jambe de bois, Le temps ne vieillit pas pour nous, Au pays de l'arbre blanc i Un jour, un enfant.
- 2016 : Alone (Natris Records). Inclou 12 cançons cantades per Frida Boccara en anglès, alemany, espanyol i italià.
- 2016 : Réédition Festival 1961-1965 (recopilació 2 CD Marianne Mélodie, que recull 50 títols rars o inèdits en CD)